# 生きる（って言い切る）
「生きる（って言い切る）」（いきるっていいきる）は、森山直太朗21枚目のシングル。2015年9月9日発売。発売元はユニバーサルミュージック。

## 概要
2019年に元号が令和に改元されたことから、平成時代の森山の最後のシングルとなった。表題曲は編曲に高野寛を迎えて制作された。
C/Wには「森山直太朗コンサートツアー2015『西へ』最終公演6月24日NHKホール」よりハイライト部に披露した楽曲5曲を収録。

## 収録曲
1. 生きる（って言い切る）
  - 作詞・作曲：森山直太朗・御徒町凧　編曲：高野寛
2. 生きとし生ける物へ
  - 森山直太朗コンサートツアー2015『西へ』2015.06.24　ツアーファイナル＠NHKホールより
3. 愛し君へ
  - 森山直太朗コンサートツアー2015『西へ』2015.06.24ツアーファイナル＠NHKホールより
4. あの街が見える丘で
  - 森山直太朗コンサートツアー2015『西へ』2015.06.24ツアーファイナル＠NHKホールより
5. 黄金の心
  - 森山直太朗コンサートツアー2015『西へ』2015.06.24ツアーファイナル＠NHKホールより
6. 太陽
  - 森山直太朗コンサートツアー2015『西へ』2015.06.24ツアーファイナル＠NHKホールより